# Naučná stezka Halda Petr Cingr
Naučná stezka Halda Petr Cingr je okružní naučná stezka, která je v lesích haldy (odvalu) nazývané Halda Petr Cingr. Nachází se v městských obvodech Slezská Ostrava a Michálkovice statutárního města Ostrava v geomorfologickém celku Ostravská pánev v Moravskoslezském kraji v Horním Slezsku.

## Další informace
Halda Petr Cingr začala vznikat po první světové válce rozšiřováním starší haldy dolu Michal. Hlušinou tady bylo během padesáti let zasypáno původní údolí a vznikl tak umělý kopec, který byl místy rekultivován a také přirozeně zarůstal. Dnes představuje důležitou přírodní lokalitu Ostravy. Mezi nejvýznamnější zde rostoucí chráněné organismy patří pérovník pštrosí, ohrožený hvozdík svazčitý a lesák rumělkový. Naučná stezka vznikla v roce 2020 díky aktivitám spolku Pestré vrstvy ve spoluprací s městem Ostrava. Délka stezky je cca 1 km. Stezka začíná nebo končí v Liškově ulici v Michálkovicích nebo v ulici Kolmá ve Slezské Ostravě. Stezka vede převážně lesy a přes jednu louku a je značena symboly looped square „⌘“.

## Galerie

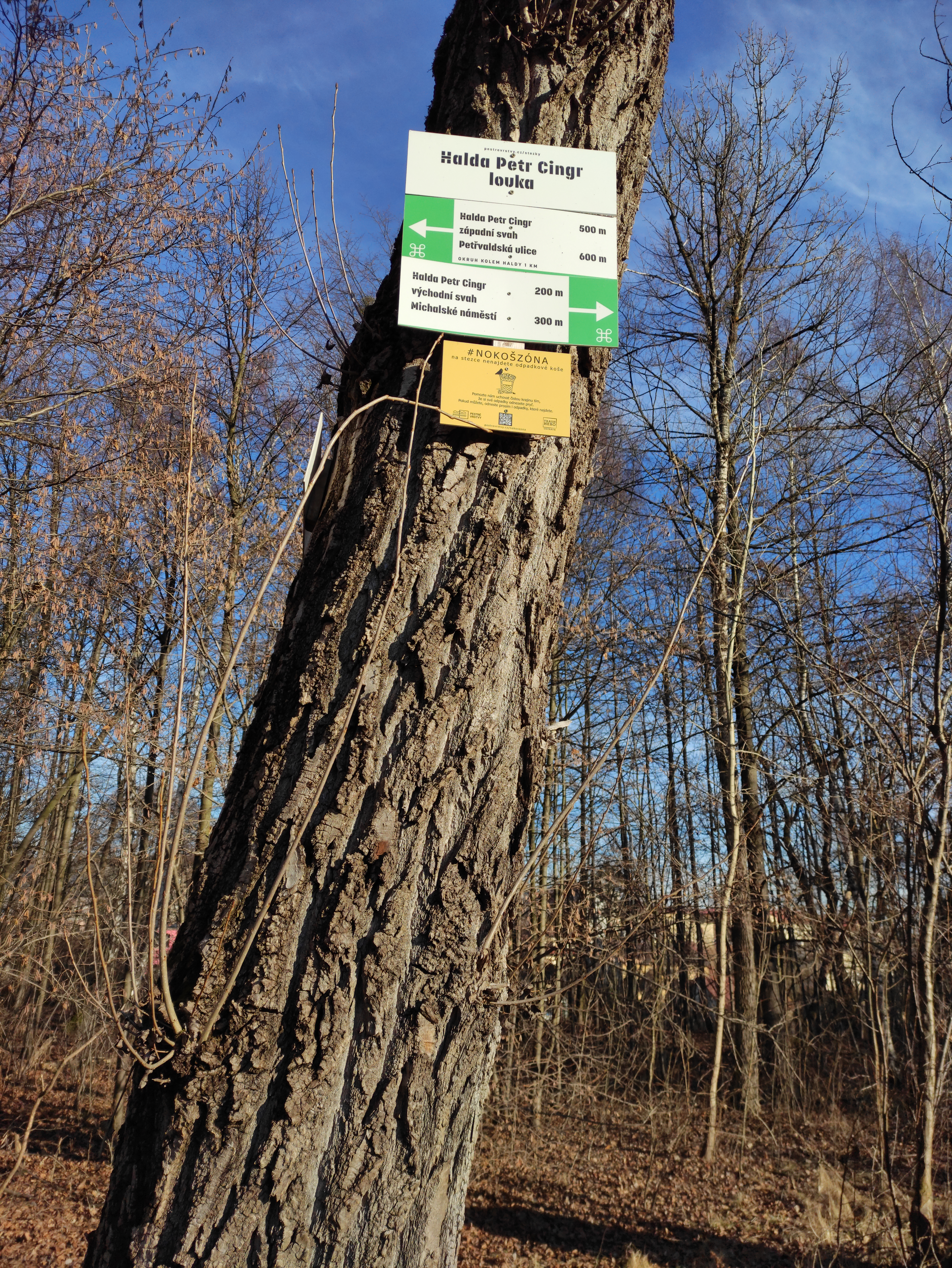
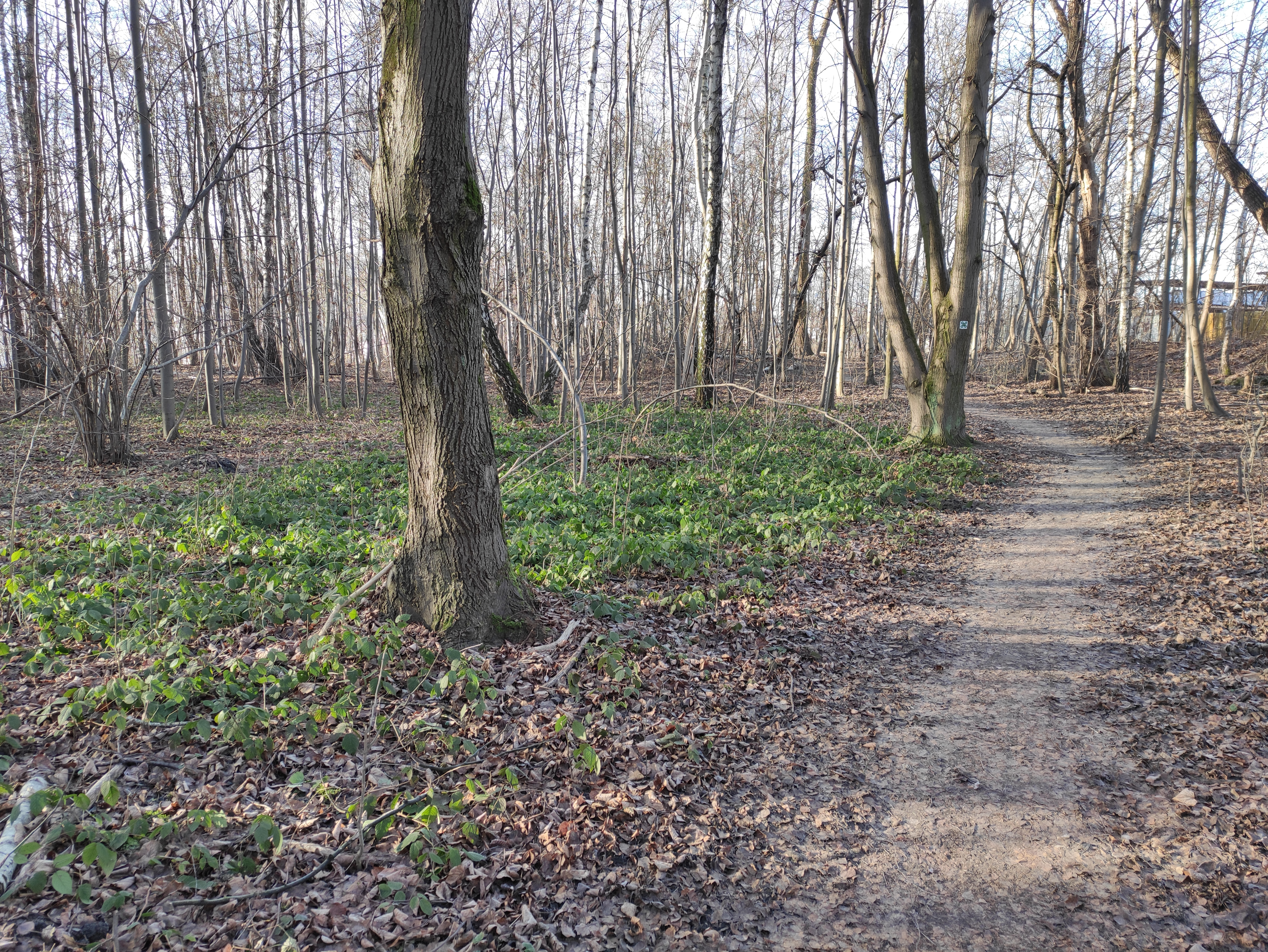
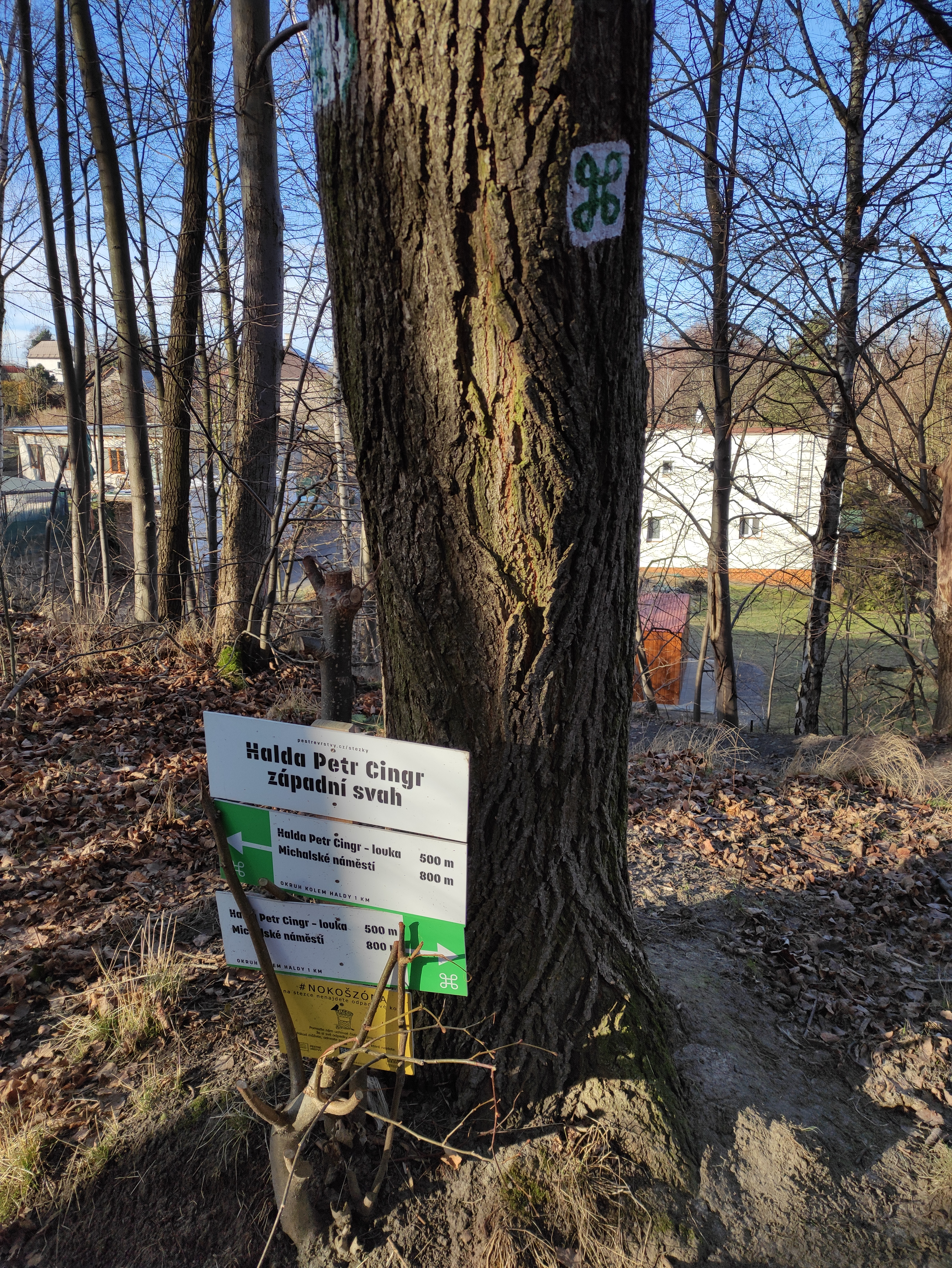
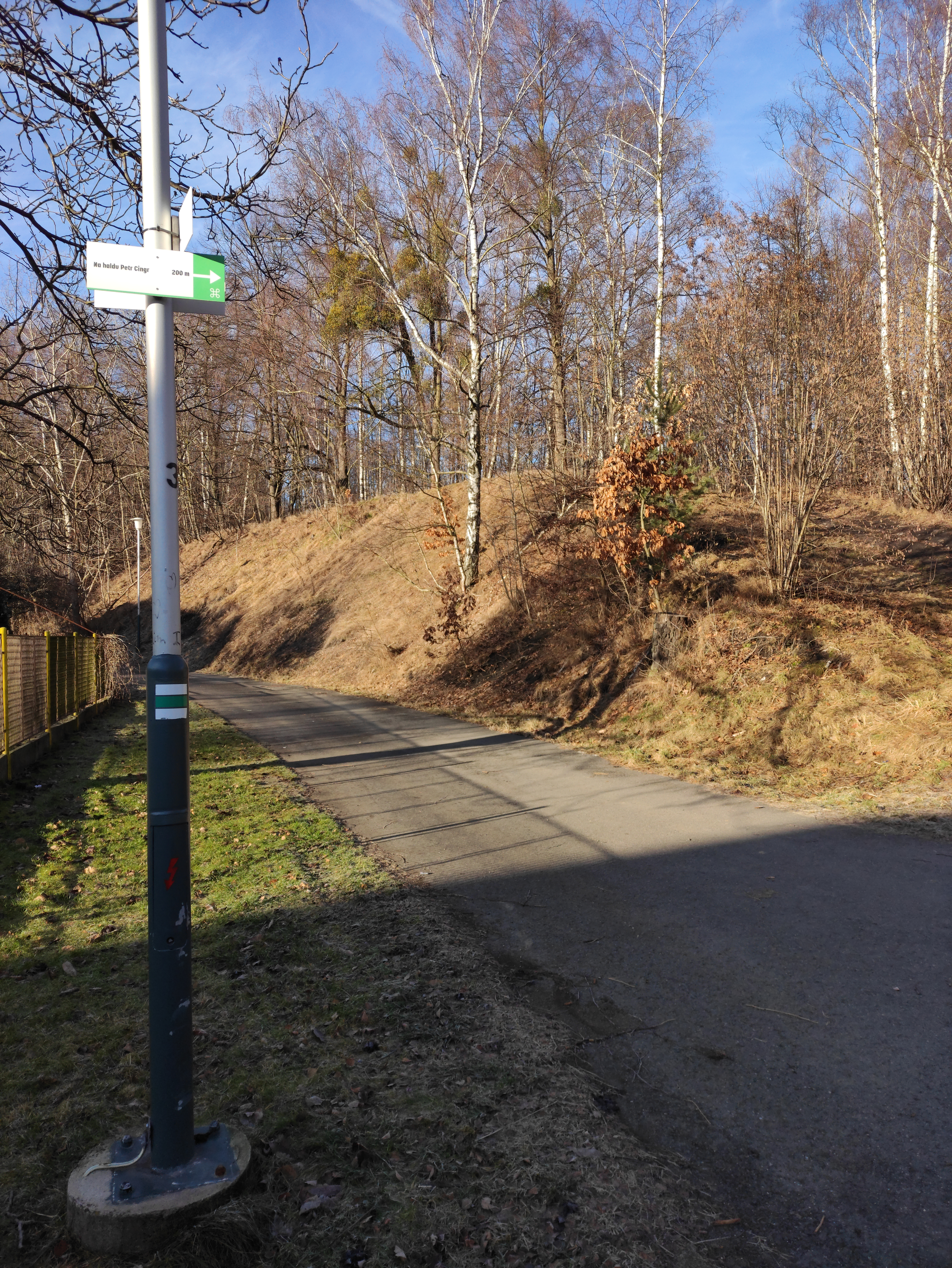